# バオムシュタム
| バオムシュタム             | バオムシュタム              |
| Baumstam in Witten 11.2007 | Baumstam in Witten 11.2007  |
| -------------------------- | --------------------------- |
| 結成                       | 1972                        |
| 解散                       | 1977                        |
| 再結成                     | 2004                        |
| ホームページ               | www.baumstam.de             |
| 結成メンバー               |                             |
| ギター, 歌手               | Ulrich Klawitter            |
| ドラム                     | Gerd Stracke                |
| ギター                     | Michael Lobbe               |
| ベース                     | Michael Willecke (1974まで) |
| 現在のメンバー             |                             |
| ギター, 歌手               | Ulrich Klawitter            |
| ドラム                     | Gerd Stracke                |
| ベース                     | Volker Wobbe                |
| ギター, キーボード         | Adrian Klawitter            |

バオムシュタム（Baumstam）は、ドイツ、ノルトライン＝ヴェストファーレン州にあるヴィッテン発のロックバンドである。｢バウムシュタム｣とも呼ばれる。

## 概要
このバンドは、1972年にGerd Stracke, Ulrich Klawitter, Michael Lobbe und Michael Willeckeによって結成された。
1974年にドルトムント人のVolker WobbeがMichael Willeckeに代わってベーシストとして加わった。しかし、1977年に解散。2004年に再結成する。Ulrich Klawittersの息子であるAdrian KlawitterがMichael Lobbeに代わってメンバーの一員として加わる。

## バンドの歴史

### 1972–1977: 結成から一時解散まで
"バオムシュタム" は1972年にGerd Stracke, Ulrich Klawitter, Michael LobbeそしてMichael Willeckeによって結成された。
その一年目、このバンドはドイツ各地で演奏し、また、大コンサートホールや野外コンサート場でも演奏した。
2つの"Heavy-Fuzz"ギターの音声は、ドイツのロック音楽の歴史の指針としてその記憶に残っている。
1975年、LPとして"On Tour"がリリースされた。
このLPは今日でもファンの中では熱狂的なステータスを持ち、一枚当たり最大400ユーロで売買されるほどである。曲は現在でも、アメリカ等の様々なラジオ局で放送されている。
しかし、1977年、ドイツの蓄音機のレコード契約に関する意見が一致しなくなったため解散に追い込まれた。

### 1977–2004: 解散中
1977年から2004年までの間、5人のメンバーはお互い会う機会がなかったが、音楽に対する気持ちは変わっていなかった。

### 2004–: 再結成から
2004年の初め、バオムシュタムはかつてのレコード "on tour" を再リリースする形で再結成した。
Michael Lobbeに代わり若きギタリスト＆キーボーディストとしてAdrian Klawitterが新しく加わる。
2005年1月、LP/CD "Dreams of Yesterday" が典型的なバオムシュタムのスタイルとして新しい歌と共にリリースされる。
また、2004年から2006年の8月までヴォーカル、フルート、ドラマーとしてAnna Weigandも楽曲生産に携わる。
最近の2年は、バオムシュタムの歴史への関係を失わせることなく、新曲にアディが新しい風を吹き込んでいる。
コンサートはボッフムのÜmminger SummertimeやRiff、また、ヴィッテンのWerkstadt、などで開催されている。
70年代のロックバンドの先駆けとしてロック音楽の友人に、バオムシュタムのライブを聴く機会を与えた。
現在も、精力的にコンサートを行って活動を続けている。

## LP/CDリリース
スタジオ編集
| 発行年 | 名前                                              |
| ------ | ------------------------------------------------- |
| 1975   | ON TOUR                                           |
| 1994   | ON TOUR RE-MASTERED VERSION [PLUS 4 Bonus Tracks] |
| 2004   | Dreams of Yesterday                               |
| 2007   | Moment                                            |